# Edward Perry Warren
Edward Perry Warren (8 de junio de 1860 – 28 de diciembre de 1928), conocido como Ned Warren, fue un coleccionista estadounidense de arte y escritor de obras que presentan una visión idealizada de las relaciones homosexuales.
Fue uno de seis hermanos provenientes de una familia rica de Boston, Massachusetts, educado en la Universidad Harvard y luego en el New College, Oxford, donde conoció a John Marshall, con quien formó una relación muy cercana y duradera. Ambos se establecieron en una gran residencia en Lewes, East Sussex, transformándose en el centro de un círculo de hombres con ideas afines interesados en el arte y las antigüedades, quienes comían juntos en un salón presidido por la xilografía Adán y Eva de Lucas Cranach (que ahora se encuentra en el Courtauld Institute of Art). Warren pasó gran parte de su tiempo en el continente europeo, reuniendo obras de arte que, en su mayoría, luego vendía al Museo de Bellas Artes de Boston. Entre sus trabajos publicados se encuentra A Defence of Uranian Love, que propone un tipo de relación entre personas del mismo sexo, similar a la que prevalecía en la Grecia Clásica, donde un hombre mayor actuaba como guía y amante de otro más joven.

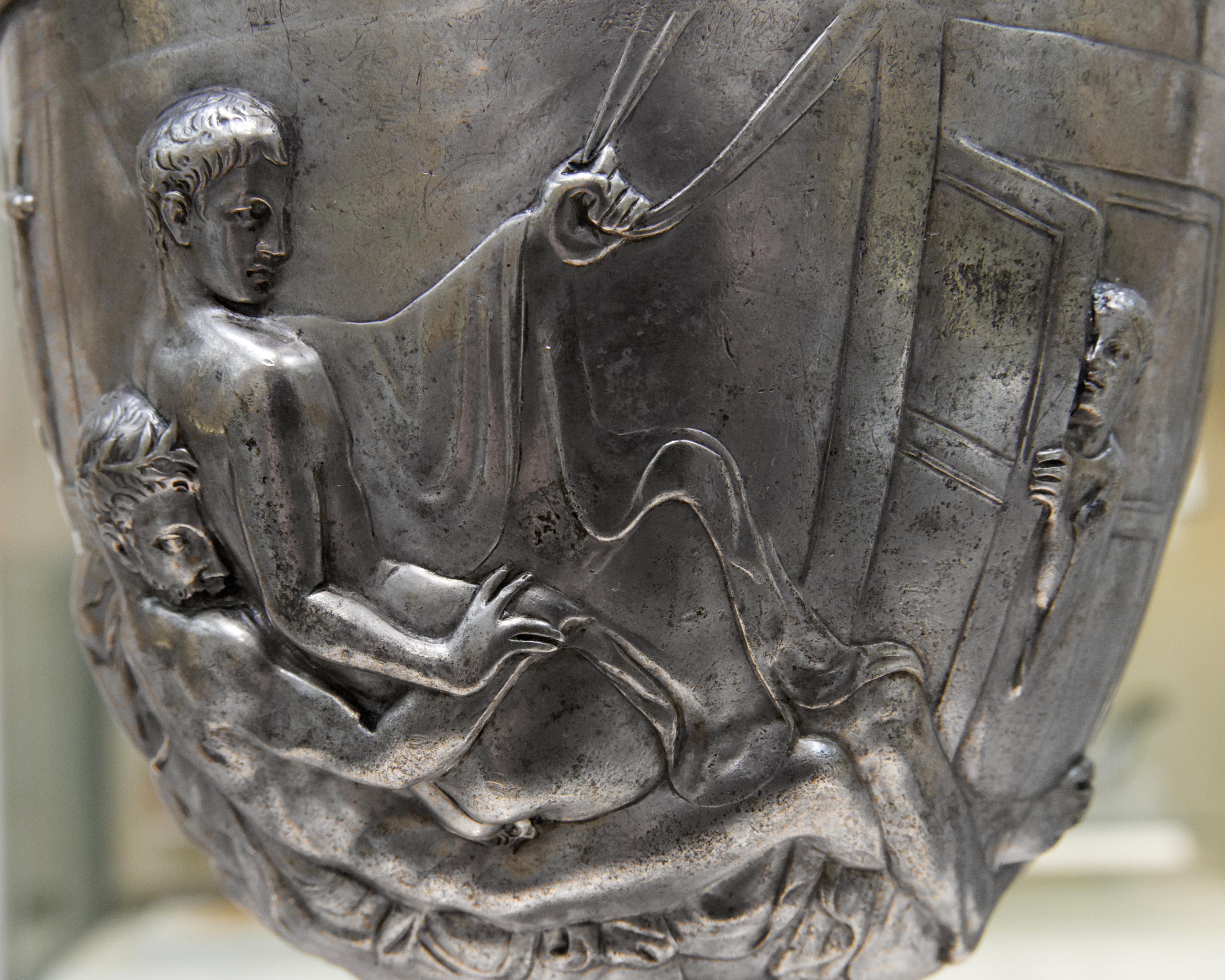
La Copa Warren, lado A.

En la actualidad quizá sea más conocido por tratarse del comprador de la copa de plata romana conocida como la Copa Warren, la cual no intentó vender en vida a causa de su representación de escenas homoeróticas. La Copa Warren ahora se halla en el Museo Británico. También encargó a Auguste Rodin una versión de El beso que ofreció como regalo al ayuntamiento de Lewes; sin embargo, fue rechazado por ser «demasiado grande y desnudo», y ahora se encuentra en la Galería Tate. 